# Форд, Эдвард Онслоу
Эдвард Онслоу Форд (англ. Edward Onslow Ford; 27 июля 1852, Лондон — 23 декабря 1901, Лондон) — английский скульптор.

## Биография

### Рождение, ранние годы
Эдвард Онслоу Форд родился 27 июля 1852 года в Ислингтоне, районе в северной части Лондона.

### Личная жизнь
Супруга Эдварда Онслоу Форда — баронесса Гвендолин фон Крессер. Художник женился на ней во время своей учебы в Мюнхене.

### Становление
В 1870—1872 годах учился на Континенте, сначала в Антверпене (живопись), а затем в Мюнхене (скульптура, под руководством профессора Вагмюллера). В 1874 году Форд вернулся в Лондон, где под влиянием творчества Альфреда Гилберта решил стать скульптором. С 1875 года регулярно участвовал в выставках Королевской академии, а с 1879 года — в Галерее Гросвенор.

### Расцвет, зрелые годы
В 1880-х годах Форд стал одной из ключевых фигур направления, получившего название «Новая скульптура», для которого характерно сочетание подчеркнуто детальных натуралистических форм и символического содержания: образы, как правило, заимствовались из мифологии и поэзии. Чаще всего статуи выполнялись в бронзе.
Творчество Эдварда Онслоу Форда можно условно разделить на два направления: портреты и символико-аллегорические скульптуры. Портреты выполнены в добротной реалистической манере и отличаются свободной, живой моделировкой формы. Его бюсты Милле и Альма-Тадемы рельефно драпированы и несут в себе ощущение спонтанности. В противоположность им, аллегорические скульптуры Онслоу Форда тщательно взвешены и отточены, образное решение в них доведено почти до знака. Его работы «Безумие» (1886), «Мир» (1887), «Египетская певица» (1889) сближают его творчество с символизмом.
Онслоу Форд был хорошо знаком со многими прерафаэлитами, особенно второй волны. Он принимал участие в деятельности «Общества искусств и ремёсел», неоднократно представлял работы на его выставки.

### Конец жизни, смерть
Художник умер в Лондоне 23 декабря 1901 года.

## Галерея
- Памятник королеве Виктории (Манчестер)
- Памятник генералу Гордону, Хартум, Англо-Египетский Судан
- Памятник фельдмаршалу Хью Роузу (изначально установленный в Лондоне, ныне находится в Григгс-Гринне, графство Гэмпшир).
- Памятник Лакшмешвару Сингху, махарадже Дарбханги, Калькутта
- Лин
- Египетская певица
- Аплодисменты
- Сугроб
- Мемориал Шелли. Университетский колледж (Оксфорд).
- Слава павшим! (скульптура в память о погибших во Второй англо-бурской войне). Местонахождение неизвестно.